# Urbanus (Bibel)
Urbanus (Οὐρβανός; bl. 52–55 n. Chr.) war ein stadtrömischer Christ, der im Neuen Testament erwähnt wird.
Im Römerbrief lässt Paulus seinem „Mitarbeiter“ Urbanus Grüße ausrichten (Röm 16,9 ). Die Bezeichnung als σύνεργος sýnergos ist typisch paulinischer Sprachgebrauch. Wolf-Henning Ollrog interpretiert den Begriff in seiner grundlegenden Abhandlung zum Thema als Missionar, Arbeitskollege und Mitarbeiter: jemand, der „mit Paulus zusammen als Beauftragter Gottes am gemeinsamen ‚Werk‘ der Missionsverkündigung arbeitet.“
Urbanus ist nach Ulrich Wilckens ein häufiger Sklavenname. Dagegen meint Detlef Hecking, dass Urbanus wie die anderen Träger eines lateinischen Namens in dieser Grußliste ein Freigeborener sei; dass Paulus den Urbanus neben Priska und Aquila als seine „Mitarbeiter“ bezeichne, zeige, dass diese drei als Freigeborene mehr Möglichkeiten hatten, sich aktiv in der Mission einzusetzen.